# Helyettesítéses integrálás
A helyettesítéses integrálás egy matematikai módszer függvények integráljának kiszámítására vagy primitív függvényének meghatározására. A differenciálszámítás láncszabályának ellenpárja.
Legyen {\displaystyle I\subseteq {\mathbb {R} }} egy intervallum, és {\displaystyle g:[a,b]\to I} egy folytonos, legalább egyszer differenciálható függvény. Tegyük fel, hogy {\displaystyle f:I\to \mathbb {R} } egy folytonos függvény, akkor:
{\displaystyle \int _{g(a)}^{g(b)}f(x)\,dx=\int \limits _{a}^{b}f(g(t))g'(t)\,dt.}
A Leibniz-féle jelölést használva, az {\displaystyle x=g(t)} behelyettesítés mindkét oldalát {\displaystyle t} szerint deriválva megkapjuk a {\displaystyle dx/dt=g'(t)} kifejezést, amely formálisan átírható a {\displaystyle dx=g'(t)\,dt} alakra, mely a kívánt behelyettesítést adja {\displaystyle dx}-re.
A szabályt lehet balról jobbra vagy jobbról balra alkalmazni. Az utóbbi eset u-helyettesítés néven is ismert.

## Kapcsolat az analízis alaptételével
Az helyettesítéses integrálás levezethető az analízis alaptételéből, tehát a Newton–Leibniz-tételből:
Legyen {\displaystyle f:I\to \mathbb {R} } és {\displaystyle g:[a,b]\to I} két függvény, melyek eleget tesznek a következőknek: {\displaystyle f} folytonos az {\displaystyle I} intervallumban, és {\displaystyle g'\,} is folytonos az {\displaystyle [a,b]} zárt intervallumban. Ekkor az {\displaystyle f(g(t))\cdot g'(t)} függvény is folytonos {\displaystyle [a,b]}-ben. Ezekből következik, hogy a következő két integrál:
{\displaystyle \int _{g(a)}^{g(b)}f(x)\,dx,}
{\displaystyle \int \limits _{a}^{b}f(g(t))g'(t)\,dt}
létezik. Mivel {\displaystyle f} folytonos, rendelkezik egy {\displaystyle F} antideriválttal, és definiálható az {\displaystyle F\circ g} függvénykompozíció. Mivel {\displaystyle F} és {\displaystyle g} legalább egyszer differenciálható, a láncszabály értelmében:
{\displaystyle (F\circ g)'(t)=F'(g(t))g'(t)=f(g(t))g'(t).}
Az analízis alaptételének kétszeri alkalmazása bizonyítja, hogy a két integrál egyenlő:
{\displaystyle \int \limits _{a}^{b}f(g(t))g'(t)\,dt=(F\circ g)(b)-(F\circ g)(a)=F(g(b))-F(g(a))=\int \limits _{g(a)}^{g(b)}f(x)\,dx,}
tehát bizonyítja a helyettesítési szabály helyességét is.

## Példák
Tekintsük a következő integrált:
{\displaystyle \int _{0}^{2}x\cos(x^{2}+1)\,dx}
Ha elvégezzük az {\displaystyle u=x^{2}+1} behelyettesítést, azt kapjuk, hogy: {\displaystyle du=2x\ dx} és
{\displaystyle \int _{x=0}^{x=2}x\cos(x^{2}+1)\,dx={\frac {1}{2}}\int _{u=1}^{u=5}\cos(u)\,du={\frac {1}{2}}(\sin(5)-\sin(1)).}
Fontos megjegyezni, hogy mivel az alsó határpontot (az {\displaystyle x=0}-t) az {\displaystyle u=0^{2}+1} kifejezéssel, valamint a felső határpontot (az {\displaystyle x=2}-t) az {\displaystyle u=2^{2}+1=5} kifejezéssel helyettesítettük, az {\displaystyle x} visszahelyettesítése szükségtelen.
A következő integrál kiértékeléséhez érdemes a helyettesítést jobbról balra alkalmazni:
{\displaystyle \int _{0}^{1}{\sqrt {1-x^{2}}}\;dx.}
Az {\displaystyle x=\sin(u)} behelyettesítés hasznos, mivel így {\displaystyle dx=\cos(u)\ du}, és {\displaystyle u\in [0,\pi /2]}-re teljesül {\displaystyle {\sqrt {(1-\sin ^{2}(u))}}=\cos(u)}. A behelyettesítést elvégezve a következő eredményt kapjuk:
{\displaystyle \int _{0}^{1}{\sqrt {1-x^{2}}}\;dx=\int _{0}^{\frac {\pi }{2}}{\sqrt {1-\sin ^{2}(u)}}\cos(u)\;du=\int _{0}^{\frac {\pi }{2}}\cos ^{2}(u)\;du={\frac {\pi }{4}}}
A {\displaystyle \cos ^{2}(u)} integrálja kiszámítható parciális integrálással és trigonometrikus azonosságok alkalmazásával.

## Antideriváltak
A behelyettesítési módszer az antideriváltak meghatározására is használható.
Példa az antiderivált meghatározásra:
{\displaystyle \quad \int x\cos(x^{2}+1)\,dx={\frac {1}{2}}\int 2x\cos(x^{2}+1)\,dx={\frac {1}{2}}\int \cos u\,du={\frac {1}{2}}\sin u+C={\frac {1}{2}}\sin(x^{2}+1)+C}
ahol {\displaystyle C} tetszőleges integrálási konstans.
Mivel nem volt integrálási határpont (tehát az integrál határozatlan), az utolsó lépésben szükséges megfordítani az eredeti helyettesítést: {\displaystyle u=x^{2}+1}.

## Alkalmazás a valószínűségszámításban
A behelyettesítési módszer a következő fontos kérdés megválaszolásában használható a valószínűségszámításban:
Legyen adott egy {\displaystyle X} valószínűségi változó {\displaystyle p_{x}} valószínűség-sűrűséggel, és egy másik valószínűségi változó {\displaystyle Y}, mely {\displaystyle X}-hez az {\displaystyle Y=\Phi (X)} egyenlettel kapcsolódik, ahol {\displaystyle \Phi } egy injekció. A keresett mennyiség {\displaystyle Y} valószínűség-sűrűsége.
A kérdés megválaszolható, ha előtte kiszámítjuk azt, hogy mi a valószínűsége annak, hogy {\displaystyle Y} egy bizonyos {\displaystyle S} részhalmazon nemnulla értéket vesz fel. Jelöljük ezt a valószínűséget {\displaystyle P(Y\in S)}-ként.
Ha {\displaystyle Y} valószínűségi sűrűsége {\displaystyle p_{y}}, akkor a keresett mennyiség
{\displaystyle P(Y\in S)=\int _{S}p_{y}(y)\,dy.}
{\displaystyle Y} akkor vesz fel nemnulla értéket az {\displaystyle S} halmazon, ha {\displaystyle X} nemnulla értéket vesz fel a {\displaystyle \Phi ^{-1}(S)} halmazon, tehát
{\displaystyle P(Y\in S)=P(X\in \Phi ^{-1}(S))=\int _{\Phi ^{-1}(S)}p_{x}(x)\,dx.}
Az integrálban az {\displaystyle x} változó helyére {\displaystyle y}-t behelyettesítve
{\displaystyle P(Y\in S)=\int _{\Phi ^{-1}(S)}p_{x}(x)~dx=\int _{S}p_{x}(\Phi ^{-1}(y))~\left|{\frac {d\Phi ^{-1}}{dy}}\right|~dy.}
Ezt a kifejezést egyenlővé téve a {\displaystyle P(Y\in S)} definíciójával a következőt kapjuk:
{\displaystyle \int _{S}p_{y}(y)~dy=\int _{S}p_{x}(\Phi ^{-1}(y))~\left|{\frac {d\Phi ^{-1}}{dy}}\right|~dy.}
Ebből következik, hogy:
{\displaystyle p_{y}(y)=p_{x}(\Phi ^{-1}(y))~\left|{\frac {d\Phi ^{-1}}{dy}}\right|.}
Abban az esetben, ha {\displaystyle X} és {\displaystyle Y}  több korrelálatlan változótól függ, azaz {\displaystyle p_{x}=p_{x}(x_{1}\ldots x_{n})} és {\displaystyle y=\Phi (x)}, {\displaystyle p_{y}}-t többváltozós behelyettesítéssel kapjuk meg, melynek eredménye
{\displaystyle p_{y}(y)=p_{x}(\Phi ^{-1}(y))~\left|\det \left[D\Phi ^{-1}(y)\right]\right|.}